# Separazione dei beni
La separazione dei beni, secondo la legge italiana è un regime patrimoniale coniugale, cioè un criterio di distribuzione tra i coniugi della ricchezza acquisita durante il matrimonio.
Nel regime di separazione dei beni ogni coniuge è titolare esclusivo dei beni acquisiti durante il matrimonio.
Tale convenzione deve essere stipulata per atto pubblico sotto pena di nullità (art.162 c.c.).
La scelta del regime di separazione dei beni può essere fatta dai coniugi:
- al momento della celebrazione del matrimonio. Rendendo apposita dichiarazione al celebrante (Ufficiale di stato civile, Parroco o altro ministro del culto);
- prima del matrimonio, con appropriata convenzione stipulata davanti a un notaio;
- dopo il matrimonio, con convenzione stipulata davanti a un notaio.